# Münchsdorf (Vilsheim)

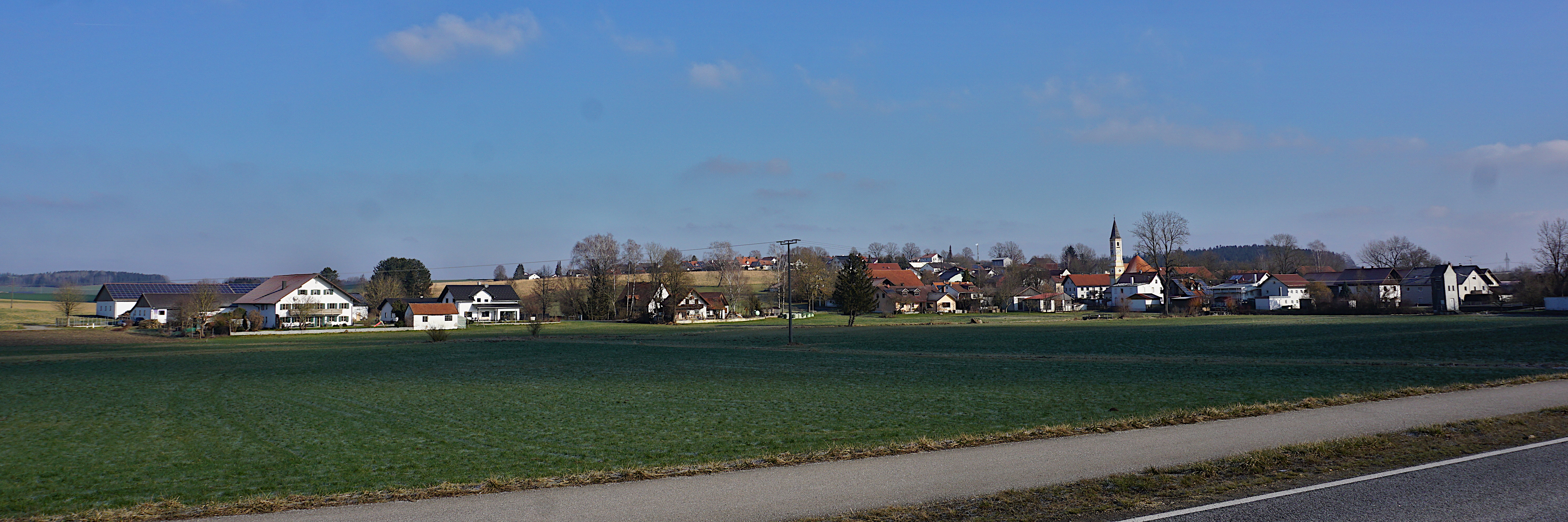
Blick auf Münchsdorf

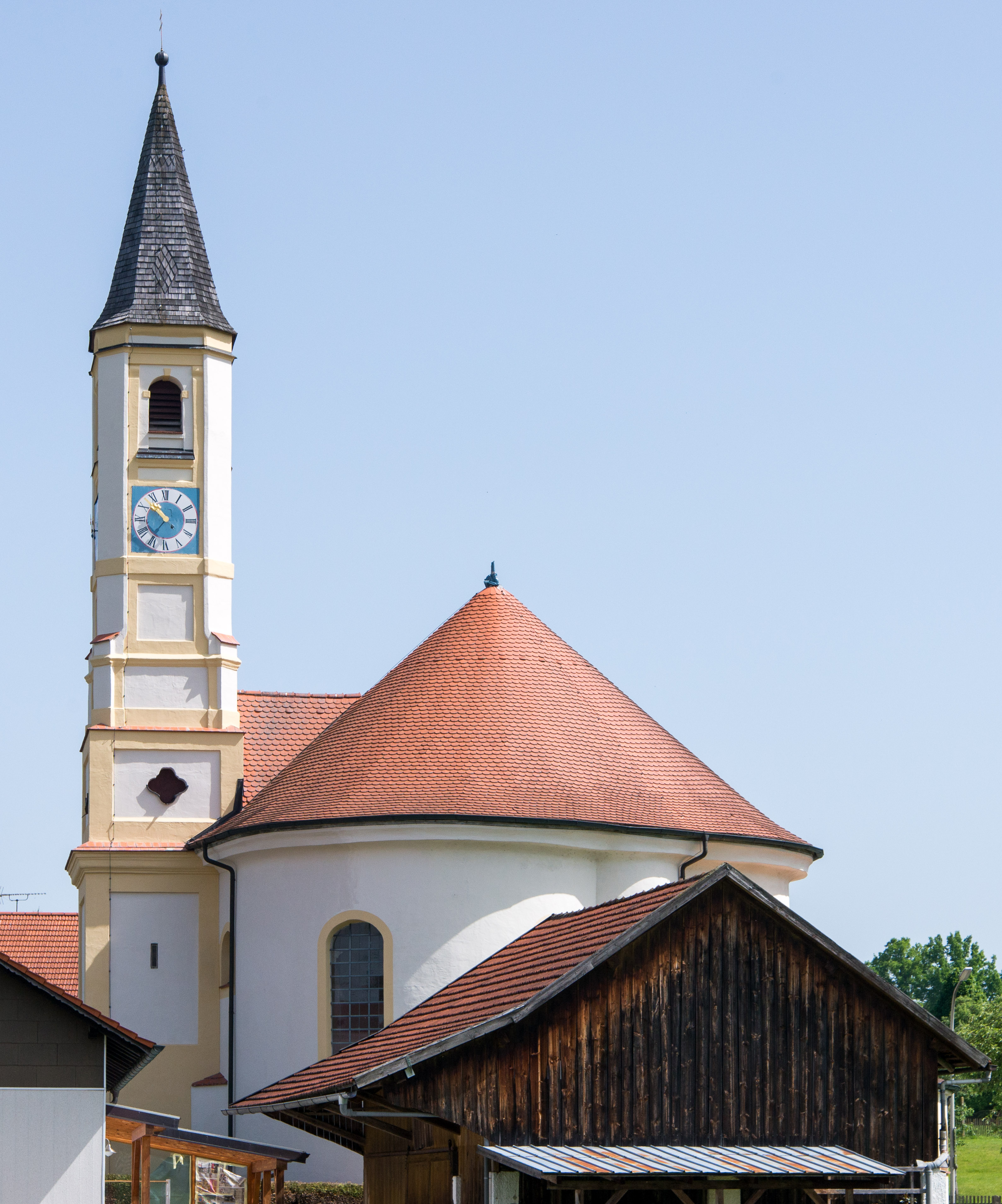
Filialkirche St. Maria von Einsiedeln

Münchsdorf ist ein Gemeindeteil und eine Gemarkung der Gemeinde Vilsheim im niederbayerischen Landkreis Landshut.

## Lage
Das Kirchdorf liegt im Isar-Inn-Hügelland, etwa drei Kilometer östlich von Vilsheim an der Kleinen Vils auf freier Flur. Im Osten führt die Bundesstraße 15 vorbei.

## Geschichte
Zum ersten Mal wird der Ort in einer zwischen 1138 und 1147 datierten Freisinger Traditionsurkunde ein Chunrat de Munichsdorf erwähnt. Später gehörte Münchsdorf zur Herrschaft Altfraunhofen. 1447 wird der Ort erstmals als Hofmark erwähnt, zuletzt unterstand er dem Patrimonialgericht Neufraunhofen.
Die ehemalige Gemeinde Münchsdorf ging 1818 aus dem gleichnamigen Steuerdistrikt hervor. Sie gehörte damals zum Landgericht Landshut, aus dem 1862 das Bezirksamt und letztendlich der Landkreis Landshut hervorging.

## Eingemeindungen
Vor der Gemeindegebietsreform gehörten neben dem Hauptort die Gemeindeteile Ehrnsdorf, Gessendorf, Kesselbach, Stachersdorf, Stadl, Unterfroschham, Urlasbühl und Zweikirchen zu Münchsdorf. Der frühere Ortsteil Windten bildete schon vorher eine selbstständige Gemeinde. 1978 verlor die Gemeinde ihre Selbstständigkeit; Münchsdorf mit Gessendorf, Kesselbach, Stadl und Unterfroschham wurden nach Vilsheim eingegliedert.

## Baudenkmäler
Sehenswert ist unter anderem die 1703/04 erbaute Filialkirche St. Maria von Einsiedeln.